# Appointment for Love
Appointment for Love (bra Encontro de Amor) é um filme norte-americano de 1941, do gênero comédia, dirigido por William A. Seiter e estrelado por Charles Boyer e Margaret Sullavan.

## Sinopse
André Cassill, dramaturgo, casa-se com a doutora Jane Alexander. André estranha quando ela resolve morar em um apartamento diferente. Ele, simplesmente, não entende a necessidade que ela tem de manter sua privacidade. Eles se encontram apenas às sete horas da manhã!!! Esta não é a ideia que Andre faz de um casamento feliz. Daí, ele elabora um plano para deixar a esposa enciumada. Entre discussões, trocas de apartamentos e  desconfianças mútuas, eles tentam encontrar uma solução para suas diferenças.

## Premiações
| Patrocinador                                  | Prêmio | Categoria             | Situação |
| --------------------------------------------- | ------ | --------------------- | -------- |
| Academia de Artes e Ciências Cinematográficas | Oscar  | Melhor Mixagem de Som | Indicado |

## Elenco
| Ator/Atriz        | Personagem             |
| ----------------- | ---------------------- |
| Charles Boyer     | André Cassil           |
| Margaret Sullavan | Doutora Jane Alexander |
| Rita Johnson      | Nancy Benson           |
| Eugene Pallette   | George Hastings        |
| Ruth Terry        | Edith Meredith         |
| Reginald Denny    | Michael Dailey         |
| J. M. Kerrigan    | Timothy                |
| Cecil Kellaway    | O'Leary                |
| Roman Bohnen      | Doutor Gunther         |
| Gus Schilling     | Gus                    |
| Virginia Brissac  | Nora                   |
| Mary Gordon       | Martha                 |